# Urs Bühler (Drehbuchautor)

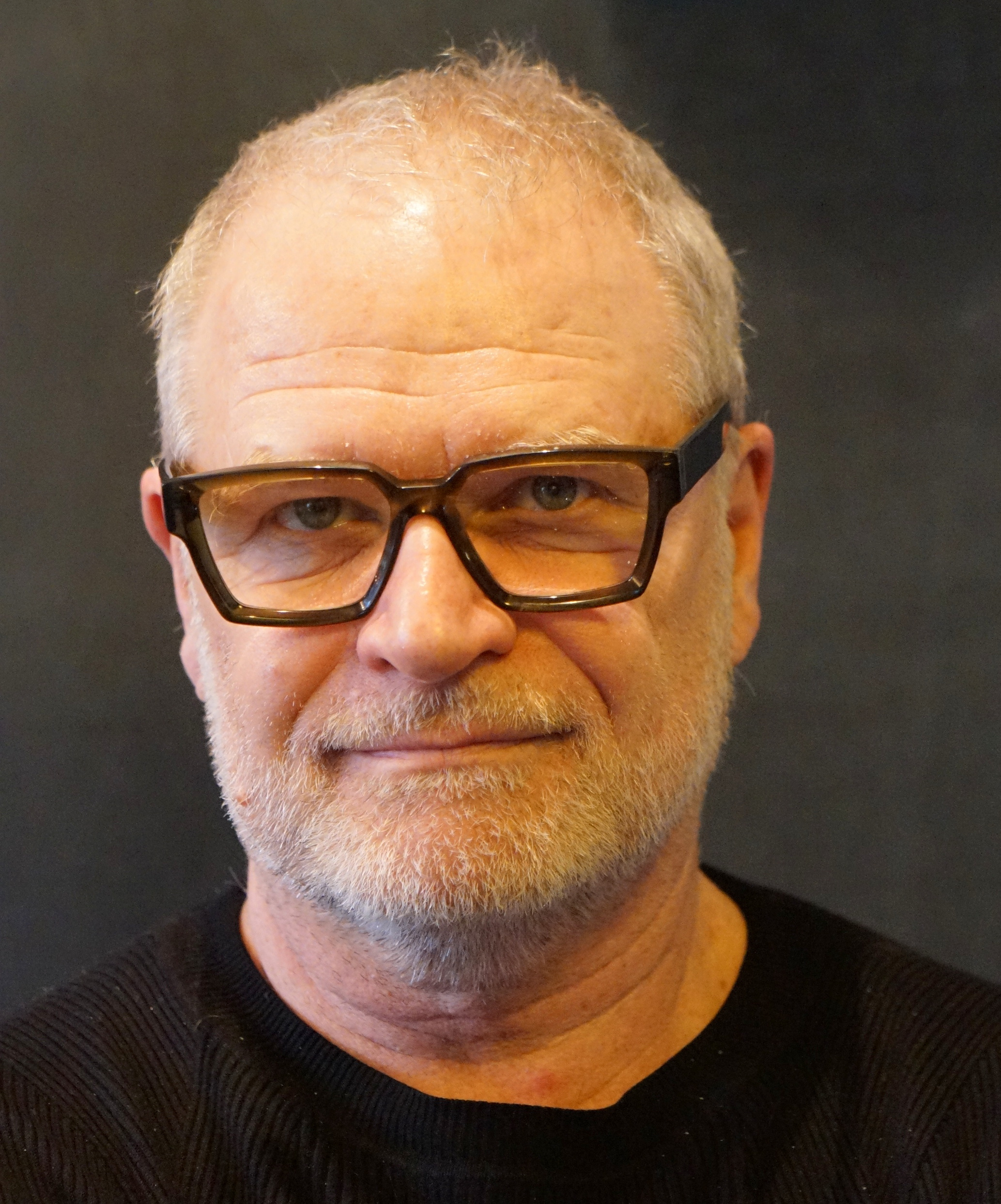
Urs Bühler (2023)

Urs Bühler (* 24. April 1959 in Flawil) ist ein Schweizer Drehbuchautor.

## Werdegang
Urs Bühler studierte Germanistik an der Universität Zürich und hält einen Master of Fine Arts vom American Film Institute (AFI) in Los Angeles, dessen Regieklasse er von 1997 bis 1999 besuchte. Auf Grund prägender Lehrer – der Drehbuchautoren Lou Morheim, Gill Dennis und Frank Pierson – entschied er sich in der Folge für das Drehbuchfach.
Seit seiner Rückkehr in die Schweiz 2001 ist er freischaffender Drehbuchautor, Script Consultant, Dozent für Drehbuchschreiben an der Klubschule Migros in Zürich und Gastdozent an der ZHdK. Ursprünglich ins Metier eingestiegen ist Urs Bühler als Filmtechniker. Von 1984 bis 1996 arbeitete er als Grip auf Spiel- und Werbefilmen.
Viel Beachtung fand der von Urs Bühler verfasste Luzerner Tatort Ihr werdet gerichtet (Inszenierung: Florian Froschmayer). Diese Folge wurde in Deutschland in einem Rating, bei dem fast 400'000 t-online.de-User ihre Stimme abgaben, zum Tatort des Jahres 2015 gewählt. Ihr werdet gerichtet erreichte mit 8,96 Millionen Zuschauern in Deutschland die höchste Einschaltquote aller Schweizer Tatort-Folgen.
2021 erschien der Kinofilm Und morgen seid ihr tot, zu dem Urs Bühler das Drehbuch verfasste (Regie: Michael Steiner). Das auf der wahren Geschichte der beiden Schweizer Daniela Widmer und David Och beruhende Geiseldrama hatte seine Welturaufführung am 23. September 2021 als Eröffnungsfilm des 17. Zurich Film Festival. Der Kinostart war am 28. Oktober 2021.

## Filmografie
- 2009: Das Fräuleinwunder
- 2009: Champions
- 2012: St George’s Day
- 2012: Tatort: Skalpell
- 2013: Stärke 6
- 2013: Pappkameraden
- 2015: Tatort: Ihr werdet gerichtet
- 2015: Verdacht
- 2019: Tatort: Ausgezählt
- 2021: Und morgen seid ihr tot
- 2024: Jakobs Ross

## Auszeichnungen (Auswahl)
- 1998: Amex Award für die Filmarbeiten am AFI (im Namen von Peter Cattaneo)
- 2015: Science TV and New Media Award, Best TV-Drama für Stärke 6 (Magnitude 6)[4]
- 2015: Tatort des Jahres bei t-online.de für Ihr werdet gerichtet[5]
- 2015: Nomination Fernsehfilm-Festival Baden-Baden für Verdacht[6]
- 2015: Nomination für den Prix Europa mit Verdacht[7]
- 2018: Gewinner Treatment-Wettbewerb Kanton St. Gallen mit botfree[8]